# Penó de Sant Ot
El penó de Sant Ot és un tapís del primer terç del segle xii brodat de sedes policromes a punt de cadeneta o de figura damunt d'un tafetà de lli, de proporció rectangular amb tres gallarets penjants a la part inferior. És un exemple de la tècnica de la pintura a l'agulla. El conjunt està molt malmès i la superfície brodada molt gastada. Es troba conservat al Museu del Disseny de Barcelona. No es tracta d'un estendard litúrgic sinó, probablement, d'un gonfanó votiu dels que els prelats posaven en mans d'un cabdill en anar a guerrejar contra infidels i que després de la batalla retornaven a l'església.

## Història
Sant Ot presidí la seu episcopal urgellenca entre 1095 i 1122 i l'estendard, per les seves característiques materials i d'estil, podria molt ben ser d'aquells anys, tot i que no hi ha cap indici documental que el relacioni directament amb el bisbe i justifiqui la seva denominació tradicional.
El penó fou adquirit el 1918 pels Museus de Barcelona al capítol de la catedral de la Seu d'Urgell, on s'havia conservat, juntament amb la capa pluvial de sant Fruitós, amanyocat dins d'una arqueta gòtica en un nínxol lateral de l'altar a Sant Ot, d'on l'extrapolació que li havia pertangut o li havia estat dedicat.

## Descripció
En el cos rectangular superior es representa de la figura del pantocràtor, assegut en el seu tron centrant la tradicional màndorla, i el tetramorf (els símbols dels quatre evangelistes) als carcanyols dels angles. Tot el conjunt es troba emmarcat dins d'una sanefa amb característica decoració vegetal romànica d'origen oriental. Als tres gallarets penjants de la part inferior hi ha tres figures femenines, drapades amb ample mantell, el cap cobert, els peus descalços, amb un llibre a la mà esquerra, girant la mirada cap a la composició superior. Sota la representació de l'àliga de sant Joan, es pot llegir la inscripció:
| « | ELI SAVA ME / F (E) CIT | » |

### Elisava
Aquesta Elisava, o Elisabet, que feu o feu fer el gonfanó i el va donar a l'església d'Urgell, deu ser una de les tres figures femenines, la del gallaret del mig, probablement, i les altres dues, les seves ajudants. Sense aurèola i sense cap atribut característic, cal creure que no es tracta de santes però seria difícil d'establir amb certesa si foren laiques o religioses i si foren les donants o les brodadores, o totes dues coses alhora, de l'estendard.
No és, però, del tot sorprenent trobar en aquells temps una dona artista: només cal recordar el nom d'Ende, la monja que col·laborà en la il·lustració del Beatus lleonès de 975 conservat a Girona. També Gertrudis Subirà, al segle xvii va fer un vestit conservat al Museu Episcopal de Vic.
Monja o noble dama, Elisava fou segurament la donant i la principal realitzadora del gonfanó de la seu d'Urgell i volgué deixar-ne orgullosa constància amb la inscripció que a manera de signatura hi figura brodada.
L'estendard urgellenc és una de les peces més singulars de l'art tèxtil català de període romànic, per la seva composició iconogràfica i decorativa, seguint models artístics ben acreditats dels nostres absis i frontals d'altar dels segles XI i xii i pel fet únic de ser signat i signat per una dona. En constitueix un exemplar excepcional, fins i tot dins de l'art medieval europeu, al costat del tapís de la Creació de la catedral de Girona i del de la conquesta d'Anglaterra de Bayeux, ambdós del mateix període.

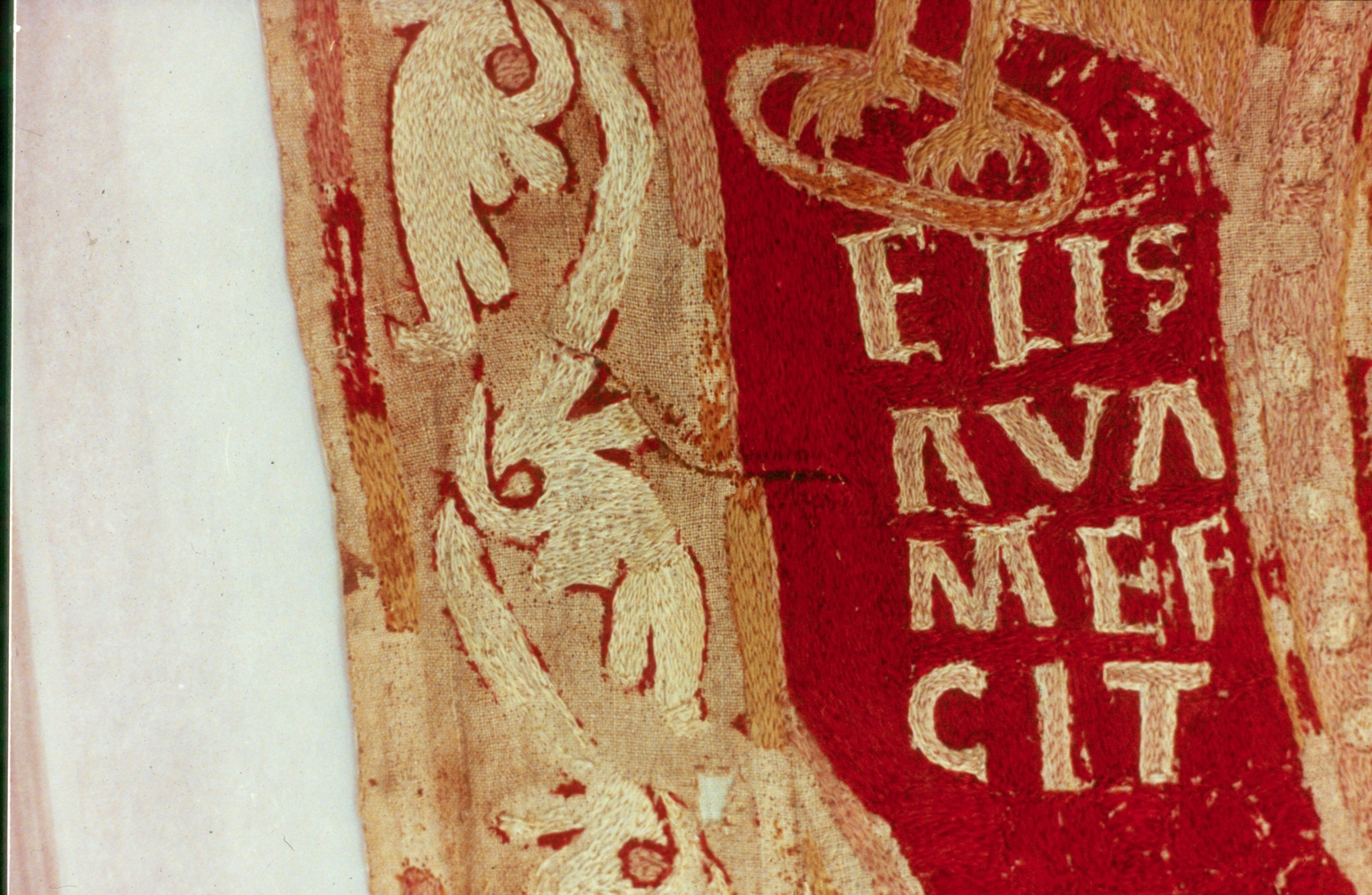
Detall on es veu la signatura
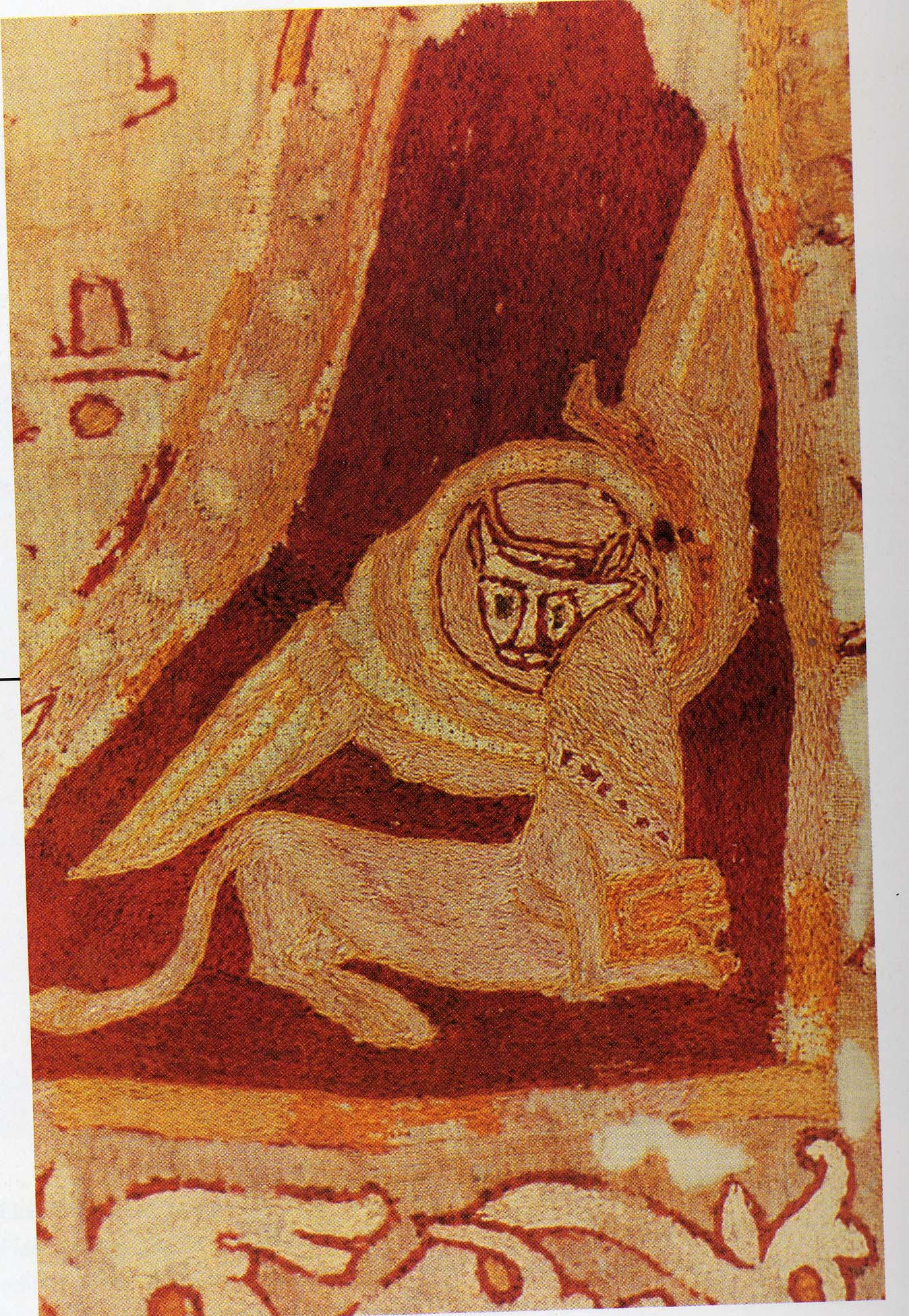
Un dels 4 tetramorfs
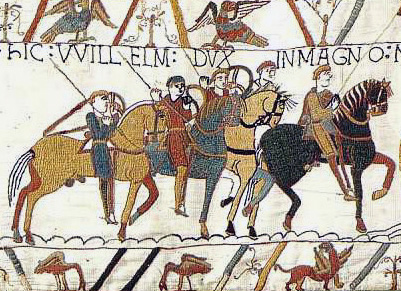
Tapís de Bayeux
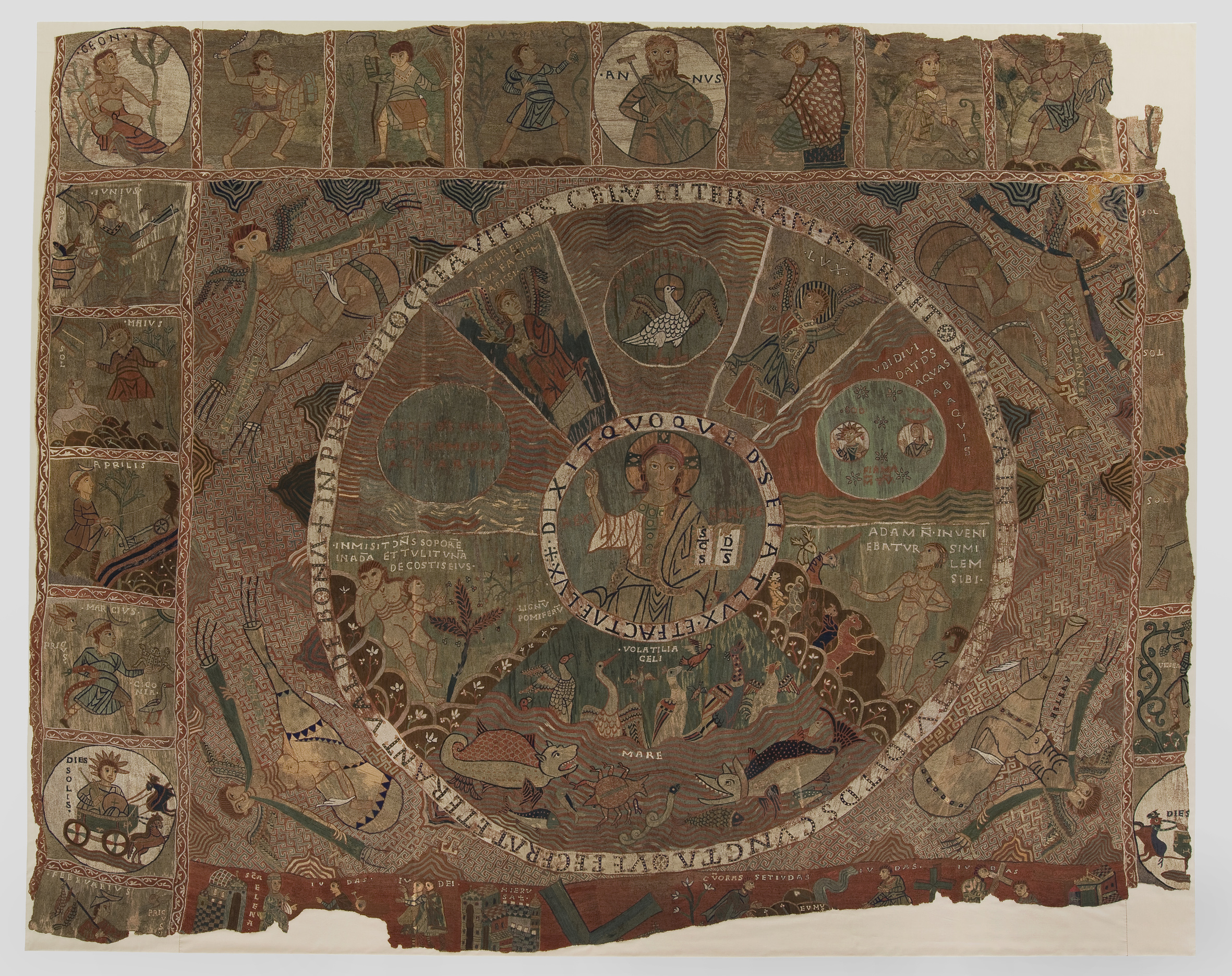
Tapís de la Creació de la catedral de Girona